# Valentyina Jevgenyjevna Gunyina
Valentyina Jevgenyjevna Gunyina (oroszul: Валентина Евгеньевна Гунина, a nemzetközi szakirodalomban Valentina Gunina) (Murmanszk, 1989. február 4. –) orosz sakknagymester (GM) (2013), női nagymester (WGM) (2010), csapatban háromszoros olimpiai bajnok, világbajnok és négyszeres Európa-bajnok, háromszoros egyéni Európa-bajnok, Oroszország háromszoros női sakkbajnoka, villámsakk világ- és Európa-bajnok (2012), U14 és U18 korosztályos ifjúsági világbajnok, U12 és U16 korosztályos Európa-bajnok.

## Élete és sakkpályafutása

### Ifjúsági eredményei
1999-ben megnyerte Oroszország U10 korosztályos bajnokságát, ezzel az eredményével szerzett jogot az U10 korosztályos ifjúsági sakkvilágbajnokságon való részvételre, ahol bronzérmet szerzett. 2000-ben megnyerte az U12 korosztályos Európa-bajnokságot. 2001-ben az U12 korosztályos világbajnokságon a 2−4. helyen végzett. 2002-ben az U14 Európa-bajnokságon 3−4., és szintén negyedik helyezést ért el ebben a korosztályban 2003-ban is.
2003-ban Oroszország U14 ifjúsági bajnoka, ugyanebben az évben megnyerte az U14 korosztályos Ifjúsági sakkvilágbajnokságot, majd 2004-ben első lett az U16 Európa-bajnokságon, ezt követően 2005-ben ebben a korosztályban a 4−6. helyezést érte el a világbajnokságon. 2005-ben Oroszország U16 korosztályos bajnoka. 2006-ban a 2−3. helyen végzett és bronzérmet szerzett az U18 Európa-bajnokságon, és az orosz U20 junior bajnokságon a 3. helyen végzett. 2007-ben Oroszország U20 junior bajnokságán a 2. helyet szerezte meg, és ugyanebben az évben az U18 kategóriában orosz bajnoki címet szerzett, majd megnyerte az U18 világbajnokságot. 2008-ban a második, 2009-ben az első helyet szerezte meg Oroszország U20 junior bajnokságán.

### Felnőtt versenyeken
2009-ben a 3. helyen végzett az orosz női szuperbajnokság döntőjében, majd 2011-ben megnyerte azt.
2012-ben holtversenyben az 1−3. helyen végezve Tatyjana Koszincevával és Anna Muzicsukkal, az aranyérmet szerezte meg a Sakk-Európa-bajnokságon. Ebben az évben villámsakkban ő lett az Európa- és a világbajnok is.
2013-ban és 2014-ben is ő lett Oroszország női szuperbajnoka. 2014-ben másodszor, majd 2018-ban harmadszor is első lett a női Európa-bajnokságon.

### Eredményei a világbajnokságokon
A 2012-es női sakkvilágbajnokságon indulhatott először a felnőtt női világbajnoki címért, ekkor a 2. körig jutott, ahol Alisza Galljamova ütötte el a továbbjutástól.
A 2015-ös női sakkvilágbajnokságra a 2012-es sakk-Európa-bajnokságon elért eredménye alapján szerzett kvalifikációt. Ezúttal a 3. körön nem jutott tovább, miután vereséget szenvedett a svéd Pia Cramlingtól.
A 2017-es női sakkvilágbajnokságra a 2014-es sakk-Európa-bajnokságon elért eredménye alapján szerzett kvalifikációt. ahol a 2. körben kapott ki a kínai Ni Si-csüntől.
A 2018-as sakkvilágbajnoki ciklusban Élő-pontszáma alapján vehet részt a FIDE Women's Grand Prix 2015–16 versenysorozatán. 2016. februárban Teheránban a 8−9., április−májusban Batumiban az első helyen végzett. A 2016. novemberben esedékes utolsó verseny előtt összesítésben a 6. helyen áll, és matematikailag még az első helyre is esélye volt, végül a 3. helyet szerezte meg.
A 2019-es női sakkvilágbajnokság versenysorozatában Élő-pontszáma alapján résztvevője lehetett az első alkalommal megrendezett világbajnokjelöltek versenyének, amelyen a 8. helyen végzett.

## Eredményei csapatban

### Sakkolimpia
2010−2016 között négy alkalommal vett részt Oroszország válogatottjában a esakkolimpián. Csapatban 2010-ben, 2012-ben és 2014-benis aranyérmet nyertek, 2014-ben egyéni teljesítménye alapján is aranyérmes lett. A 2016-os sakkolimpián az orosz válogatott 2. tábláján egyéni teljesítményével szerzett aranyérmet.

### Sakkcsapat-világbajnokság
A Sakkcsapat világbajnokságokon 2009−2017 között Oroszország válogatottjának tagjaként öt alkalommal vett részt. Ez idő alatt a csapattal egy arany-, három ezüst- és egy bronzérmet szerzett. Egyéni teljesítménye alapján két arany-, két ezüst és egy bronzérmet nyert.

### Sakkcsapat-Európa-bajnokság
2009−2019 között hatszor szerepelt Oroszország válogatottjában a sakkcsapat Európa-bajnokságokon. Ez idő alatt csapatban öt arany- és egy ezüstérmet, egyéni teljesítményével két bronzérmet szerzett.

### Klubcsapatok Európa Kupája
A Klubcsapatok Európa-kupájában 2013-ban és 2014-ben az ShSM-Our Heritage Moscow csapatával bronzérmet szerzett.

## Játékereje
A nemzetközi Sakkszövetség (FIDE) világranglistáján 2017. áprilisban az Élő-pontszáma 2509 volt, amellyel a 12. helyen állt. Legmagasabb Élő-pontszáma 2548 volt 2015. júniusban, amely eredményével a sakkozók örökranglistáján a 20. helyen áll. A legjobb világranglista helyezése a 6. hely volt, amelyet 2015. júniusban foglalt el.